# Influenz

Veranschaulichung elektrischer Influenz auf einen negativ geladenen Leiter

Störung des Feldes durch Influenz auf einen Leiter

Influenz (lat. Einfluss), auch Elektrostatische Induktion genannt, bezeichnet die räumliche Verschiebung elektrischer Ladungen durch die Einwirkung eines elektrischen Feldes.
Bei einem Leiter werden die beweglichen Ladungen, fast immer Elektronen, auf der Oberfläche verschoben und ändern ihren Platz. Das führt zu ortsabhängigen Ladungsdichten. Die festsitzenden Atome werden davon nicht beeinflusst. Die Verschiebung erfolgt meist so lange, bis auf die freibeweglichen Ladungsträger keine Kraft mehr wirkt, d. h. bis das ursprüngliche elektrische Feld durch das elektrische Feld der verschobenen Ladungen vollständig kompensiert wurde und der Raum feldfrei ist (Faradayscher Käfig). In und auf einem Nichtleiter können keine Ladungen verschoben werden, jedoch werden die vorhandenen Atome bzw. Moleküle polarisiert.

## Influenz an elektrischen Leitern

Ungestörte Ladungsverteilung auf einer Kugeloberfläche

Gleichnamige elektrische Ladungen (+/+ bzw. −/−) stoßen sich gegenseitig ab, ungleichnamige (+/−) ziehen sich an (Coulomb-Gesetz). Bringt man einen Körper mit leitfähiger Oberfläche in ein elektrisches Feld, so verändert sich darauf die Ladungsdichte. Dies geschieht, da negative und positive Ladungen durch die Wirkung dieses Feldes in andere Richtungen streben. Auf gewissen Flächen gibt es dann mehr Ladungsträger als auf anderen. Die Gesamtladung des Körpers bleibt jedoch konstant.
Das Innere eines Leiters ist dagegen immer frei von elektrostatischen Feldern, denn die Elektronen können sich darin so lange bewegen, bis alle Unterschiede ausgeglichen sind.
Influenz zur Ladungstrennung ist in Verbindung mit veränderbaren Kapazitäten das grundlegende Funktionsprinzip bei Elektrophor, Influenzmaschine, Bandgenerator und auch der Signalspannungserzeugung beim Elektretmikrofon und elektrostatischen Kondensatormikrofon.
Elektrisch geladene Gegenstände und Ladungsträger erzeugen in ihrer Umgebung ein elektrisches Feld, das in der unmittelbaren Umgebung durch die eigene Form, in größerer Entfernung auch von den Feldern und Potentialen der Umgebung abhängt. Das Elektron ist Träger der negativen, das Proton der positiven Ladung. Ladungen gleicher Polarität stoßen sich gegenseitig ab. In leitfähigen Festkörpern sind Elektronen leicht durch elektrische Felder zu beeinflussen, während Protonen im Regelfall ihre Position behalten. In leitfähigen Gasen oder Flüssigkeiten sind Elektronen leichter durch elektrische Felder zu beeinflussen und beweglicher als Protonen, da sie erheblich weniger Masse besitzen. Deshalb sind oft nur Elektronen zum Transport elektrischer Ladungen – dem elektrischen Strom – maßgeblich.

### Anzahl der beteiligten Elektronen
Durch Influenz werden – in absoluten Zahlen gemessen – sehr viele Elektronen von ihren ursprünglichen Plätzen verschoben. Relativ zu den insgesamt vorhandenen Elektronen auf der Oberfläche einer Kugel handelt es sich aber um einen sehr geringen Bruchteil. Eine Abschätzung soll das zeigen:
Die Durchschlagsfeldstärke Ekritisch in Luft liegt zwischen 107 V/m bei rauen und 109 V/m bei glatten Oberflächen. Bei Influenzversuchen muss man sich auf Werte unter Emax = 105 V/m beschränken, damit nicht unerwünschte Entladungen die Ergebnisse verfälschen. Damit lässt sich die Flächenladungsdichte σ abschätzen.
{\displaystyle \sigma =E_{\mathrm {max} }\cdot \varepsilon _{0}\cdot \varepsilon _{\mathrm {r} }\approx 0{,}895\cdot 10^{-6}\,\mathrm {As/m^{2}} }
Damit trägt jeder negativ geladene Quadratzentimeter die Überschussladung 0,9·10−10 As, was wiederum 0,6·109 Elektronen entspricht.
Um die Anzahl der überhaupt vorhandenen ungebundenen Elektronen auf diesem Quadratzentimeter abzuschätzen, muss man die Anzahl der Atome kennen. Ein Kupferatom mit dem Atomradius 200·10−12 m belegt eine Fläche von 1,3·10−19 m2. Also füllen etwa 8·1014 Atome einen Quadratzentimeter. Kupfer ist ein sehr guter elektrischer Leiter, jedes Atom stellt ungefähr ein Leitungselektron dem Elektronengas des Metalls zur Verfügung.
Damit gelangt man zur Abschätzung, dass die relative Überschussladung auf einer Kupferfläche etwa
{\displaystyle {\frac {\text{zusätzliche Elektronen}}{\text{vorhandene Elektronen}}}={\frac {0{,}6\cdot 10^{9}}{8\cdot 10^{14}}}=75\cdot 10^{-8}={\frac {1}{1.333.333}}}
beträgt. Zu jeweils etwa 1,3 Millionen „sowieso“ vorhandenen frei beweglichen Elektronen des Metalls kommt bei starker negativer elektrischer Aufladung ein einziges dazu. Um die folgenden Bilder richtig interpretieren zu können, muss man sich vorstellen, dass jeder blaue Punkt etwa 100.000 ungebundene Elektronen repräsentiert.

### Beispiel
Im obigen Bild ist die symmetrische Ladungsverteilung auf einer Kugeloberfläche gezeigt, wenn andere geladene Gegenstände sehr weit entfernt sind. Dann enthält jeder Quadratmillimeter der Oberfläche gleich viele positive und negative Ladungen und die Kugel erscheint ungeladen. Die Ladungsdichte {\displaystyle D} ist auf der gesamten Oberfläche Null, weil nirgendwo Überschuss an Ladungen besteht. Im Bild sind nur die frei beweglichen Leitungselektronen gezeichnet (bei Kupfer etwa eines pro Atom) und nur ein Proton pro Atom, obwohl jeder Kupferkern 29 Protonen enthält. Die Wirkung der restlichen 28 Protonen wird aber durch die in der Atomhülle verbleibenden 28 Elektronen kompensiert, deshalb wird auf deren Darstellung verzichtet.

Schwach gestörte Ladungsverteilung durch eine negative Nachbarladung

Im rechten Bild wird gezeigt, wohin die frei beweglichen Elektronen „flüchten“, wenn von links eine andere negative Ladung genähert wird. Am liebsten würden sie alle zur rechten Seite der Metallkugel laufen, weil dort der Abstand von der Nachbarladung maximal ist. Die gegenseitige Abstoßung verhindert aber, dass sie sich dort auf zu engem Platz drängen. Außerdem gäbe es dann auf der linken Halbkugel nur noch positive Ionen, die einige Elektronen nach links zurückziehen. Letztlich stellt sich innerhalb von Nanosekunden ein Kompromiss ein zwischen gegenseitiger Abneigung der Elektronen, Flucht vor der Nachbarladung und Anziehung der positiv gewordenen linken Halbkugel.

Ladungsdichte an der Oberfläche (entsprechend der Farbintensität)

Jeder Quadratmillimeter der rechtsseitigen Halbkugel enthält mehr Elektronen als Protonen, deshalb ist die Ladungsdichte dort negativ. Diese Elektronen fehlen aber auf der linken Halbkugel, deshalb ist {\displaystyle D} dort positiv. Auf einem Ring (mit horizontaler Achse) quer zur Zeichenebene, dessen Mittelpunkt etwa beim Kugelmittelpunkt liegt, ist die Ladungsdichte ausgeglichen {\displaystyle (D=0)}, dort enthält jedes Flächenelement gleich viele positive und negative Ladungen. In der Zeichnung kann davon nur der obere und untere Teil gezeichnet werden.

Deutlich verschobene Ladungsverteilung, wenn die neg. Nachbarladung näher rückt

Im unteren Bild ist die „störende“ Nachbarladung näher gerückt, als Folge davon „flüchten“ die frei beweglichen Elektronen noch weiter nach rechts. Die Ladungsdichte ganz rechts wird noch negativer, ganz links noch positiver als im vorhergehenden Bild. Der „neutrale“ Ring mit {\displaystyle D=0} rückt ebenfalls nach rechts. Mit der Ladungsdichte steigt auch die Feldstärke und bei Überschreitung eines Maximalwertes, der vom Krümmungsradius und dem umgebenden Gas abhängt, setzt Koronaentladung ein.
Die Anhäufung von Elektronen ganz rechts darf nicht zu wörtlich verstanden werden. In Wirklichkeit sind die Elektronen ja punktförmig und können sich deshalb kaum gegenseitig Platz wegnehmen. Nur aus zeichnerischen Gründen werden die Elektronen als voluminöse Kreise gezeichnet.
Grundvoraussetzung für die Influenz ist die Verfügbarkeit freier und beweglicher Ladungsträger, also entweder Elektronen oder Ionen (das sind Atome mit Elektronenmangel oder -überschuss).
Wird ein elektrisch leitender Körper, beispielsweise ein Metall, mit seinen sehr vielen frei beweglichen Elektronen oder auch ein Isolierstoff-Körper mit seinen nur wenigen freien Ladungsträgern in die Nähe einer negativen Ladung gebracht, wird ein kleiner Teil der Elektronen zur ladungsabgewandten Seite verlagert. Auf der ladungszugewandten Seite bleibt dann ein positiver Ladungsüberschuss übrig.
Diese Verschiebung von Ladungsträgern, also von Elektronen oder Ionen, durch die Einwirkung eines elektrischen Feldes nennt man Influenz.

### Modellvorstellung

Animation zur Reaktion eines faradayschen Käfigs auf ein äußeres elektrisches Feld; Darstellung der Ladungsverschiebung (Schema).

Zur Veranschaulichung wird im Bild ein leitfähiger (metallischer) Quader dargestellt, der in ein elektrisches Feld kommt, dessen Feldlinien von links nach rechts orientiert sind. Dieses Feld sorgt durch Influenz dafür, dass die Elektronen sehr schnell nach links wandern, weil sie vom dortigen Pluspol angezogen werden. Die positiven Ionen, die das Material des Quaders darstellen, bleiben an ihrem Ort fixiert.
Die neue Verteilung der Elektronen erzeugt ihrerseits ein elektrisches Feld, das aber von rechts nach links orientiert ist (rote Pfeile). Im Inneren des Quaders – gleichgültig, ob hohl oder nicht – kompensieren sich beide Felder und deshalb endet die Elektronenwanderung. Wird aber das äußere Feld verstärkt, beginnen weitere Elektronen, nach links zu wandern. So lange, bis der Anstieg des äußeren Feldes im Inneren des Quaders wieder vollständig kompensiert ist. Wird das äußere Feld umgepolt, wandern die Elektronen nach rechts und alle Vorzeichen werden vertauscht.
Bei extrem hohen Frequenzen können die Elektronen dem Wechsel des äußeren Feldes nicht ausreichend schnell folgen, deshalb lässt dann die Abschirmwirkung im Inneren des Quaders nach (Plasmaoszillation).
Diese Umverteilung der Elektronen funktioniert auch bei beliebigen anderen Formen und hat stets die gleiche Auswirkung: Das Innere eines geschlossenen, leitfähigen Körpers ist bei hinreichend tiefen Frequenzen immer frei von elektrischen Feldlinien. Die Flächen-Ladungsdichte an der Oberfläche kann dabei aber von Ort zu Ort sehr unterschiedlich sein.
Wird der im Feld befindliche leitfähige Körper nun etwa in der Mitte quer zum Feld aufgetrennt, so bleiben die Ladungen getrennt. Der linke Teil des Körpers ist negativ geladen und bleibt dies auch nach Entfernen oder Abschalten des äußeren Feldes. Der rechte Teil positiv geladen – es besteht ein Potentialunterschied zwischen den Teilen. Der Bereich zwischen den beiden Teilen ist jedoch feldfrei. Werden sie getrennt, benötigt man Energie, die aus der mechanischen Arbeit des Voneinander-Entfernens stammt, nicht jedoch aus der Energie des äußeren (influenzierenden) Feldes. Dieser Vorgang, als Experiment mit zwei Metallplättchen im Feld eines Luft-Kondensators durchgeführt, ist ein Grundversuch zur Demonstration der Influenz.

Messung der Ladungsverschiebung durch Influenz
Vorbereitung zwei neutrale Metallplättchen und geladener Plattenkondensator
Ladungsverschiebung im Leiter durch das äußere Feld
Ladungstrennung durch einschieben eines Isolators
Ladungsmessung außerhalb des Kondensators: Beide Plättchen sind geladen

## Influenz in Isolatoren
Im Gegensatz zu elektrischen Leitern können Isolierkörper nur schlecht elektrisch aufgeladen werden, da nur wenige frei bewegliche Ladungsträger vorkommen.
Bei Metallen beschränkt sich der Ladungstransport auf die Weiterleitung des Verschiebungsstromes im Moment der Feldänderung bei Annäherung. Bei Isolierstoff-Körpern kommt es jedoch zur Polarisierung, das heißt, es bildet sich auch entlang der Oberfläche und im Inneren ein elektrisches Feld aus. Dadurch kommt es zur ungleichen Verteilung der Ladungsträger an der Oberfläche des Körpers. Ihre Polarität entspricht auf der dem Feld abgewandten Seite derjenigen der influenzierenden Ladung. Auf der zugewandten Seite ist sie von entgegengesetzter Polarität zur influenzierenden Ladung.
Bei elektrischen Leitern vollzieht sich die Verschiebung der Ladungsträger schneller als auf der Oberfläche oder gar im Inneren von Isolierstoff-Körpern, weil im Leiter frei bewegliche Elektronen den Ladungstransport übernehmen. Auf und in einem Isolator findet neben der Polarisation die komplette Verlagerung (Stromfluss) von Ladungsträgern nur in geringem Umfang statt, da sich nur sehr wenige Ladungsträger an Fehlstellen befinden, von denen sie sich durch ein Feld lösen lassen. Der Vorgang dauert länger, weil weniger frei bewegliche Elektronen vorhanden sind oder Ionen den Ladungstransport übernehmen.
Entlang der Oberfläche und im Inneren von Isolatoren können sich durch Polarisation elektrische Felder aufbauen, die größeren Energiegehalt besitzen als im leeren Raum:

### Verschiebungspolarisation

Der Atomkern (positiver Ladungsschwerpunkt) wird durch ein externes Feld links neben den negativen Ladungsschwerpunkt (Elektronenhülle) gezogen.

Die elektrische Influenz wirkt auf einen Isolator nicht in Form einer Trennung elektrischer Ladungen durch Verschiebung von Elektronen, sondern mittels der Verschiebungspolarisation. Dabei wird der positive Atomkern in eine Richtung gezogen, die entgegengesetzt geladene Elektronenhülle in die andere. Die Elektronenhülle wird dabei nicht verformt! Wird ein Wechselfeld angelegt, „schwingt“ der positive Atomkern innerhalb der negativen Elektronenhülle hin und her. Dabei entsteht keine Wärmeenergie.

### Orientierungspolarisation
Influenz wirkt auf einen elektrischen Dipol durch Orientierungspolarisation. Die Dipolmoleküle werden am elektrischen Feld ausgerichtet und so polarisiert.

## Kraftwirkung durch Influenz
Die Ladungstrennung bewirkt, dass der influenzierte Körper zu einem elektrischen Dipol wird. Der resultierende Abstand der Schwerpunkte der ungleichen Ladungen ist immer geringer als der Abstand der gleichartigen Ladungen. In inhomogenen (ortsabhängigen) Feldern folgt damit aus dem Coulomb-Gesetz, dass die anziehende Kraft größer als die abstoßende Kraft ist, weshalb die Gesamtkraft stets anziehend wirkt. In der Praxis sind die erzielbaren Ladungen verhältnismäßig gering, deshalb macht sich diese Anziehungskraft nur bei sehr massearmen Körpern wie Papierschnitzeln bemerkbar.
Bei der Kapazitätsdiode bewirkt Influenz eine unterschiedliche Breite der Raumladungszone.

## Abgrenzung
Der Effekt der Influenz muss unterschieden werden von der Kontaktelektrizität, z. B. der Reibungselektrizität. Bei der Reibungselektrizität gehen Ladungen zwischen zwei sich berührenden Körpern über. Bei der Influenz findet dagegen kein Ladungstransport zwischen den beiden beteiligten Körpern statt.
Influenz vermag in Verbindung mit einem veränderlichen Kondensator die elektrische Spannung zu verringern oder auch zu erhöhen, ohne zunächst nutzbare Elektroenergie zu erzeugen. 
Werden die beteiligten Körper voneinander entfernt, können sie ein sehr hohes elektrisches Potential annehmen. Das kann zu unerwünschten Funkenüberschlägen führen. Ähnlich wie bei einem geladenen Plattenkondensator, dessen Platten man voneinander entfernt, steigt die Spannung, weil sich bei gleichbleibender Ladung Q die Kapazität C verkleinert. Dadurch erhöht sich die gegenseitige Spannung U der beiden Körper:
{\displaystyle U={\frac {Q}{C}}}
mit
U – Potentialunterschied gegenüber der influenzierenden Ladung
Q – konstante Ladung auf dem Körper
C – Kapazität des Körpers gegenüber der influenzierenden Feldquelle bzw. Erde
Dies spielt eine Rolle bei allen elektrostatischen Generatoren, also beim Elektrophor, Influenzmaschinen und ihren Weiterentwicklungen Pelletron und Laddertron, aber auch beim Bandgenerator.

## Entdeckung

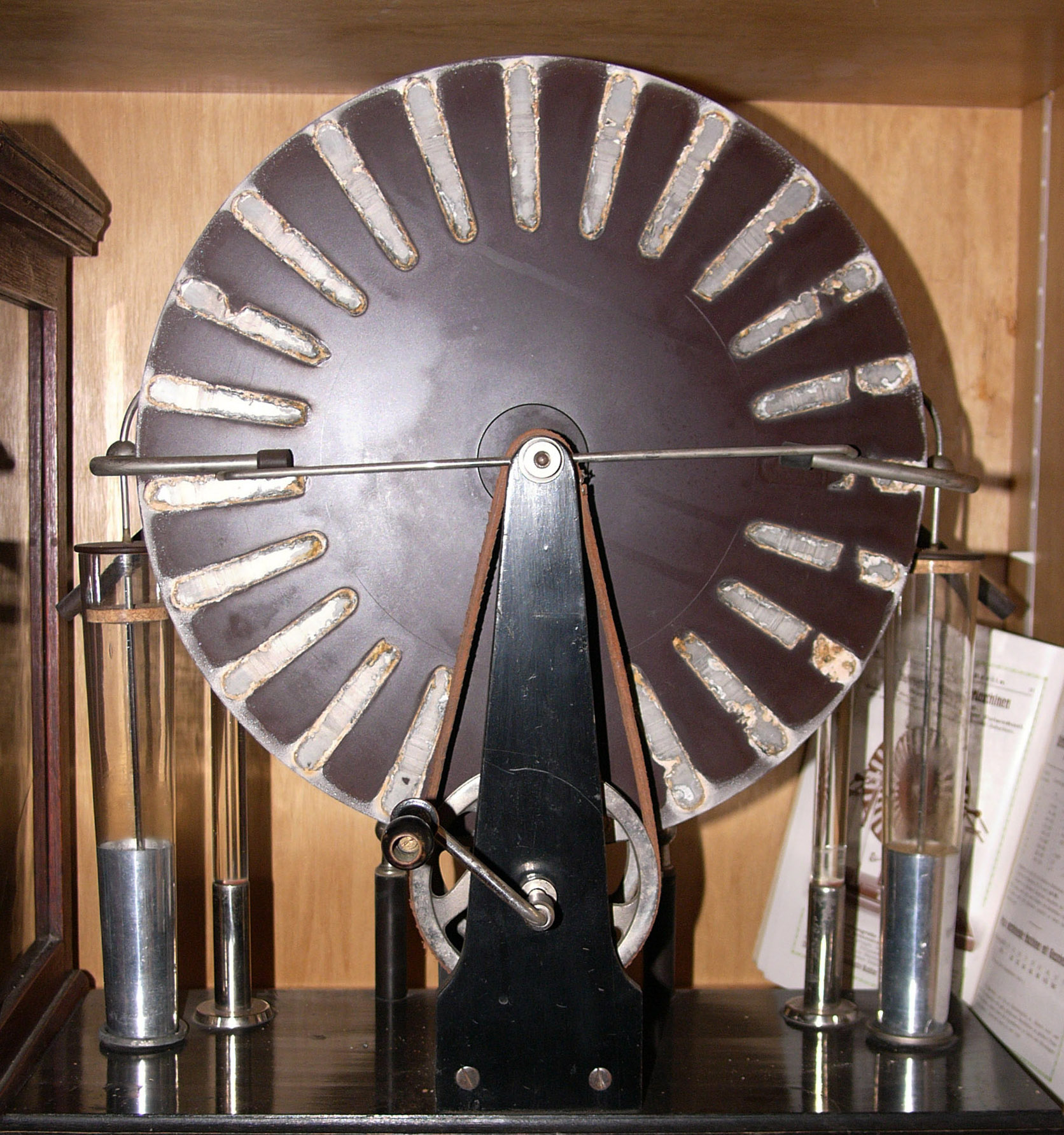
Historischer Influenzgenerator (Wimshurstmaschine) aus dem Physikunterricht

Im Jahr 1754 entdeckte John Canton die Änderung der Verteilung elektrischer Ladungen auf Körpern unterschiedlichen Materials bei Annäherung und erklärte diesen Effekt 1758 zeitgleich mit Johan Carl Wilcke.
Alessandro Volta konstruierte auf der Grundlage von Cantons und Wilckes Arbeiten 1775 den Elektrophor und das erste Elektroskop. Er prägte den Begriff Influenz.

### Historische und heutige Anwendungen
Die Influenz wurde im Elektrophor zur kostengünstigen Erzeugung von Elektrizität benutzt. Abraham Bennet entwickelte 1787 den Elektrophor zum so genannten Bennet-Verdoppler weiter, mit dem sich elektrostatische Spannungen verdoppeln lassen. In der Influenzmaschine wird die Influenz in einem Kreisprozess zur kontinuierlichen Erzeugung oder Erhöhung von Gleichspannung genutzt. Die Wimshurstmaschine kombiniert die Ladungstrennung durch Influenz mit dem Prinzip des Bennet-Verdopplers.
Im Elektroskop werden die mit der Influenz einhergehenden mechanischen Kräfte zur Messung der elektrischen Aufladung von Gegenständen bzw. zur stromlosen Spannungsmessung verwendet.
Der Kelvin-Generator beruht ebenfalls auf der Wirkung der Influenz.
Pelletrons werden in einigen Teilchenbeschleunigern als Gleichspannungsquelle eingesetzt. Sie nutzen ebenfalls Influenz zur Erzeugung von Hochspannungen bis 32 Millionen Volt.
Die Abschirmwirkung eines Faradayschen Käfigs gegenüber stationären elektrischen Feldern beruht ebenfalls auf der Influenz.